# لميعة البدري
لميعة البدري (1920 - 2001)، وهي طبيبة عراقية أختصت في علم الولادة والطب النسائي، وناشطة في حقوق المرأة، وتعتبر أول امرأة تنال درجة الاستاذية في جامعة بغداد في عام 1962.
وهي زوجة الدكتور عبد اللطيف البدري، وهي أم الطبيب الجراح رفل والمهندس لهب.

## الولادة والنشأة
ولدت في بغداد عام 1920م، ونشأت فيها ولقد أكملت دراستها الثانوية المركزية للبنات في بغداد، ثم التحقت بالكلية الطبية الملكية العراقية وتخرجت منها عام 1944 بدرجة امتياز، وعينت كطبيبة مقيمة في قسم الولادة في المستشفى الملكي لمدة 15 شهراً، ثم سافرت إلى مصر وعملت في مستشفى القصر العيني في القاهرة لمدة عامين.
وحصلت على شهادة الدبلوم في عام 1946، ثم حصلت على شهادة عضوية الكلية الطبية الملكية في بريطانيا عام 1949، وهي أول طبيبة عراقية تحصل على هذه الشهادة، وأرسلت للتدريب والدراسة إلى أمريكا عام 1956، وبعد عودتها إلى العراق ساهمت في جعل المستشفيات العراقية وتدريب الكليات الطبية في بغداد معترف بهِ من قبل جامعات بريطانيا، ولقد حصلت على درجة أستاذ في كلية الطب سنة 1962، وهي أول سيدة عراقية تحصل على هذه الدرجة، ثم نالت زمالة الكلية الطبية الملكية لاختصاص النسائية والتوليد في عام 1966، وشغلت منصب رئيسة قسم الولادة والنسائية في كلية الطب بعد الاستاذ الدكتور كمال السامرائي وهي ثاني رئيسة قسم في جامعة بغداد، وشغلت منصب عميدة كلية التمريض في بغداد لمدة ثماني سنوات وساهمت في تطوير المستوى العلمي والفني للممرضة العراقية.

## من مؤلفاتها
لها العديد من الدراسات والبحوث التي نشرت في المجلات والدوريات الطبية العربية والعالمية.

## أهم منجزاتها
كانت الدكتورة لميعة البدري ناشطة في حقوق المرأة ولها دور في تأسيس (منظمة نساء الجمهورية العراقية)، ومن أهم إنجازاتها الطبية إنها أول من أدخل طريقة الفحص بالامواج فوق الصوتية للعراق عام 1963.

## وفاتها
توفيت في بغداد عام 1422 هـ/ 2001م.